# 秦埙
秦埙（1137年—？）字伯和，南宋建康府人，是秦檜的養孫，秦熺之子。
因秦檜的關係為官，曾擔任敷文閣待制。歷官直寶文閣、秘閣修撰、右文殿修撰等館職。紹興二十三年參加轉運司考試，主考官陳之茂將陸游薦送第一，秦塤第二。紹興二十四年（1154年），科舉省試，主考官是秦桧的亲信御史中丞魏师逊、礼部侍郎兼大学士汤思退，秦塤試策中多引祖父秦檜、父親秦熺的話語。殿試後，考官魏師遜等人擬秦塤為殿試第一。但宋高宗閱卷後，確定張孝祥為第一，曹冠第二，秦塤第三。之後秦埙先後擔任提舉佑神觀兼實錄院修撰、禮部侍郎、敷文閣直學士、左朝散議大夫、提舉江州太平興國宮、右朝散郎。紹興二十五年，秦檜死後，其黨羽遭到清洗。在臣僚的壓力下，朝廷不斷將秦塤貶官。紹興二十六年八月九日，秦塤被免去進士身份。紹興三十一年（1161年）宋金戰爭又起，秦塤主動獻金五千兩、銀七千兩、米二萬斛。淳熙年間，先後任饒州知州和舒州知州。
秦塤與陸游、程大昌等人有交往。乾道五年（1169年），陸游入蜀，經建康時，拜訪秦塤，秦塤“延坐畫堂”，所居“棟宇宏麗，前臨大池，池外即御書閣，蓋賜第也。”晚年家道中落 ，“秦氏衰落可念，至屡典质，生产亦薄。”有子秦鉅。